# Giro de Lombardía 2013
La 107.ª edición del Giro de Lombardía, se disputó el domingo 6 de octubre de 2013. Fue la penúltima carrera del UCI WorldTour 2013 y se desarrolló en un recorrido de 242 km entre Bérgamo y Lecco, 9 kilómetros menos que la edición anterior.
Al igual que el año anterior la lluvia los acompañó durante gran parte del recorrido. Las duras condiciones hicieron que 140 corredores no llegaran al final, entre ellos ciclistas con aspiraciones de figurar en los primeros lugares  como Vincenzo Nibali, Michele Scarponi y Andy Schleck. La carrera se definió (al igual que en 2012), en la última subida a Villa Vergano y a falta de 10 km, cuando Joaquim Rodríguez atacó a un ya mermado grupo puntero y se marchó en solitario hasta la meta en Lecco para ganar por segunda vez consecutiva el último monumento del año. Por detrás de él llegaron Alejandro Valverde a 17 segundos y Rafał Majka a 23.

## Equipos participantes
Participaron 25 equipos: los 19 de categoría UCI ProTeam (al ser obligada su participación); más 6 de categoría Profesional Continental mediante invitación de la organización. Androni Giocattoli-Venezuela, Colombia, Team Europcar, IAM Cycling, NetApp-Endura y MTN Qhubeka. Los equipos invitados fueron anunciados el 8 de enero y entre ellos estaba el Vini Fantini-Selle Italia, equipo que renunció a participar y su lugar lo ocupó el sudafricano MTN Qhubeka. Formaron así un pelotón de 194 corredores, con 8 ciclistas cada equipo, excepto el Euskaltel Euskadi y Argos-Shimano que salieron con 7 y el Sky Procycling y Omega Pharma-Quick Step con 6, de los que finalizaron 53.
| ProTeams (19)- AG2R La Mondiale - Argos-Shimano - Astana - Belkin - BMC Racing Team - Cannondale Pro Cycling - Euskaltel-Euskadi - FDJ.fr - Garmin Sharp - Katusha - Lampre-Merida - Lotto-Belisol - Movistar Team - Omega Pharma-Quick Step - Orica-GreenEDGE - RadioShack-Leopard - Saxo-Tinkoff - Sky - Vacansoleil-DCM Equipos continentales profesionales (6)- Androni Giocattoli-Venezuela - Colombia - Team Europcar - IAM Cycling - MTN-Qhubeka - NetApp-Endura |
| |

## Clasificación final
Las clasificaciones finalizaron de la siguiente forma:
| \| Clasificación general \| Clasificación general \| Clasificación general \| Clasificación general \| Clasificación general \| \| Ciclista \| Ciclista \| Equipo \| Tiempo \| \| \| --------------------- \| --------------------- \| ---------------------------- \| --------------------- \| --------------------- \| \| 1.º \| Joaquim Rodríguez \| Katusha \| 6 h 10 min 18 s \| \| \| 2.º \| Alejandro Valverde \| Movistar Team \| + 17 s \| \| \| 3.º \| Rafał Majka \| Saxo-Tinkoff \| + 23 s \| \| \| 4.º \| Daniel Martin \| Garmin-Sharp \| + 45 s \| \| \| 5.º \| Enrico Gasparotto \| Astana \| + 45 s \| \| \| 6.º \| Dani Moreno \| Katusha \| + 55 s \| \| \| 7.º \| Pieter Serry \| Omega Pharma-Quick Step \| + 55 s \| \| \| 8.º \| Franco Pellizotti \| Androni Giocattoli-Venezuela \| + 55 s \| \| \| 9.º \| Ivan Santaromita \| BMC Racing Team \| + 55 s \| \| \| 10.º \| Robert Gesink \| Belkin \| + 55 s \| \| \| 11.º \| Ivan Basso \| Cannondale \| + 55 s \| \| \| 12.º \| Thibaut Pinot \| FDJ.fr \| + 55 s \| \| \| 13.º \| Juan Antonio Flecha \| Vacansoleil-DCM \| + 55 s \| \| \| 14.º \| Ben Hermans \| RadioShack-Leopard \| + 55 s \| \| \| 15.º \| Domenico Pozzovivo \| AG2R La Mondiale \| + 55 s \| \| \| 16.º \| Nairo Quintana \| Movistar Team \| + 55 s \| \| \| 17.º \| Cyril Gautier \| Team Europcar \| + 1 min 07 s \| \| \| 18.º \| Tom Dumoulin \| Argos-Shimano \| + 1 min 07 s \| \| \| 19.º \| Greg Van Avermaet \| BMC Racing Team \| + 1 min 07 s \| \| \| 20.º \| Philippe Gilbert \| BMC Racing Team \| + 1 min 07 s \| \| |                     |                              |                 |
| |                     |                              |                 |
| Fuente: ProCyclingStats |                     |                              |                 |
| Clasificación general |                     |                              |                 |
| Ciclista | Ciclista            | Equipo                       | Tiempo          |
| 1.º | Joaquim Rodríguez   | Katusha                      | 6 h 10 min 18 s |
| 2.º | Alejandro Valverde  | Movistar Team                | + 17 s          |
| 3.º | Rafał Majka         | Saxo-Tinkoff                 | + 23 s          |
| 4.º | Daniel Martin       | Garmin-Sharp                 | + 45 s          |
| 5.º | Enrico Gasparotto   | Astana                       | + 45 s          |
| 6.º | Dani Moreno         | Katusha                      | + 55 s          |
| 7.º | Pieter Serry        | Omega Pharma-Quick Step      | + 55 s          |
| 8.º | Franco Pellizotti   | Androni Giocattoli-Venezuela | + 55 s          |
| 9.º | Ivan Santaromita    | BMC Racing Team              | + 55 s          |
| 10.º | Robert Gesink       | Belkin                       | + 55 s          |
| 11.º | Ivan Basso          | Cannondale                   | + 55 s          |
| 12.º | Thibaut Pinot       | FDJ.fr                       | + 55 s          |
| 13.º | Juan Antonio Flecha | Vacansoleil-DCM              | + 55 s          |
| 14.º | Ben Hermans         | RadioShack-Leopard           | + 55 s          |
| 15.º | Domenico Pozzovivo  | AG2R La Mondiale             | + 55 s          |
| 16.º | Nairo Quintana      | Movistar Team                | + 55 s          |
| 17.º | Cyril Gautier       | Team Europcar                | + 1 min 07 s    |
| 18.º | Tom Dumoulin        | Argos-Shimano                | + 1 min 07 s    |
| 19.º | Greg Van Avermaet   | BMC Racing Team              | + 1 min 07 s    |
| 20.º | Philippe Gilbert    | BMC Racing Team              | + 1 min 07 s    |